# Jernkorsets Ridderkors
Jernkorsets Ridderkors (tysk: Ritterkreuz des Eisernen Kreuzes, ofte forkortet Ritterkreuz) var en grad af Jernkorset indstiftet i 1939, forud for 2. verdenskrig.
Jernkorset blev i 1939 udvidet med et ridderkors, og bestod af et udadbuet jernkors indfattet i sølv, som på bagsiden bar stifterens kronede monogram og medaljens stiftelsesår. Forsiden var oprindeligt blank, men blev senere ændret til årstallet for genindstiftelsen. Indehavere af 1939-korset fik i 1957 tilladelse til at bære det uden det nationalsocialistiske emblem, hagekorset.
Enkelte danskere i tysk krigstjeneste vides at have modtaget Ridderkorset, således blev SS-officeren Søren Kam i februar 1945 den tredje danske indehaver af Ridderkorset efter bl.a. SS-underofficeren Egon Christophersen, som modtog det i juli 1944.